# Remungol
Remungol è un comune francese soppresso e frazione del dipartimento del Morbihan nella regione della  Bretagna. Dal 1º gennaio 2016 si è fuso con i comuni di Naizin e Moustoir-Remungol per formare il nuovo comune di Évellys.

## Società

### Evoluzione demografica
Abitanti censiti